# Lungomare van Opatija
De Lungomare van Opatija is een 9,2 kilometer lange wandelpromenade langs de kust bij de Kroatische badplaats Opatija aan de Kvarner, die is aangelegd in de tijd dat dit gebied deel uitmaakte van de Donaumonarchie Oostenrijk-Hongarije. Langs de promenade zijn nog veel gebouwen uit die periode te vinden. De promenade loopt van Volosko tot Lovran.

## Geschiedenis
Het wandelpad langs de ruige bergachtige kust is in fasen aangelegd in opdracht van de plaatselijke "Verschönerungsverein": een vereniging ter bevordering van het toerisme. Eerst kwam het noordelijke gedeelte tussen Slatina en Volosko gereed (1889) en hierna in 1911 het zuidelijke deel naar Lovran. Bezwaren van landeigenaren werden door het plaatselijke bestuur opgelost. De promenade werd genoemd naar Friedrich Julius Schüler; de in 1894 overleden directeur-generaal van het Südbahngesellschaft (een toenmalige Oostenrijkse spoorwegmaatschappij). Nadat het gebied in 1918 onder Italiaans bestuur kwam, werd de naam veranderd in Lungomare Regina Elena, Lungomare della Madonna und Lungomare Principe Umberto. Na 1945 werd de naam onder Joegoslavisch bewind omgedoopt tot Matko Laginja promenade. Sinds het jaar 2000 is de promenade genoemd naar keizer Frans Jozef I van Oostenrijk.

## Bezienswaardigheden
Opmerkelijke gebouwen en monumenten langs de promenade (achtereenvolgend, vanaf Volosko gezien):
- De villa Minach, waar graaf Gyula II Andrássy, Hongaars revolutionair en k.u.k. minister van Buitenlandse zaken, zijn laatste jaren doorbracht. Hij werd hier drie keer in het geheim bezocht door keizerin Elisabeth.
- Monument voor Heinrich von Littrow, Oostenrijks zeeman, cartograaf, en dichter.
- Villa Ransonnet die in bezit was van de Oostenrijkse bioloog Eugen Ransonnet-Villez.
- Het voormalige kindersanatorium Szegő dat later omgebouwd werd tot het Hotel Belvedere.
- Villa Rosalia, waar vioolvirtuoos Jan Kubelík woonde.
- Villa Neptun, qua stijl geïnspireerd op het Kasteel Miramare bij Triëst. Vladimir Nabokov bracht hier in zijn kindertijd een zomer door.
- Het modernistische Hotel Miramar is gebouwd op het perceel waar voorheen een fraai aangelegde tuin was.
- Villa Ambasador, waar eens het Nieuwe Sanatorium Franz Schalk (later Lakatos) was gevestigd. Tegenwoordig maakt de villa deel uit van het Ambassadorcomplex uit de jaren 60: Een prestigeproject uit het Tito-tijdperk van architect Zdravko Bregovac.
- Een plaquette voor Henryk Sienkiewicz, die hier een voorontwerp schreef voor zijn latere roman "Quo vadis".
- Een buste van Friedrich Schüler, de directeur-generaal van het Südbahngesellschaft, die de ontwikkeling van het gebied tot kuuroord mogelijk maakte.
- De Société Quarnero (tegenwoordig Hotel Kvarner) met het naastgelegen Hotel Prinzessin Stephanie (tegenwoordig Hotel Imperial).
- Een in de Tweede Wereldoorlog verwoest, maar hierna weer gereconstrueerd reliëf voor de toonaangevende chirurg Theodor Billroth.
- Villa Madonna of Villa Schalek ten zuidwesten van het centrum van Opatija is nu een casino. In deze in 1891 gebouwde villa zouden keizer Franz Josef I en Katharina Schratt elkaar meerdere malen hebben ontmoet.
- Villa Glax werd bewoond door kuurarts Julius Glax die een belangrijke bijdrage leverde aan de ontwikkeling van het gebied. In de naastgelegen Villa Ariston woonde zijn dochter en later de Italiaanse prins Andrea Boncompagni.
- Villa Frappart, een van de meest succesvolle bouwwerken van de regionaal beeldbepalende architect Carl Seidl.

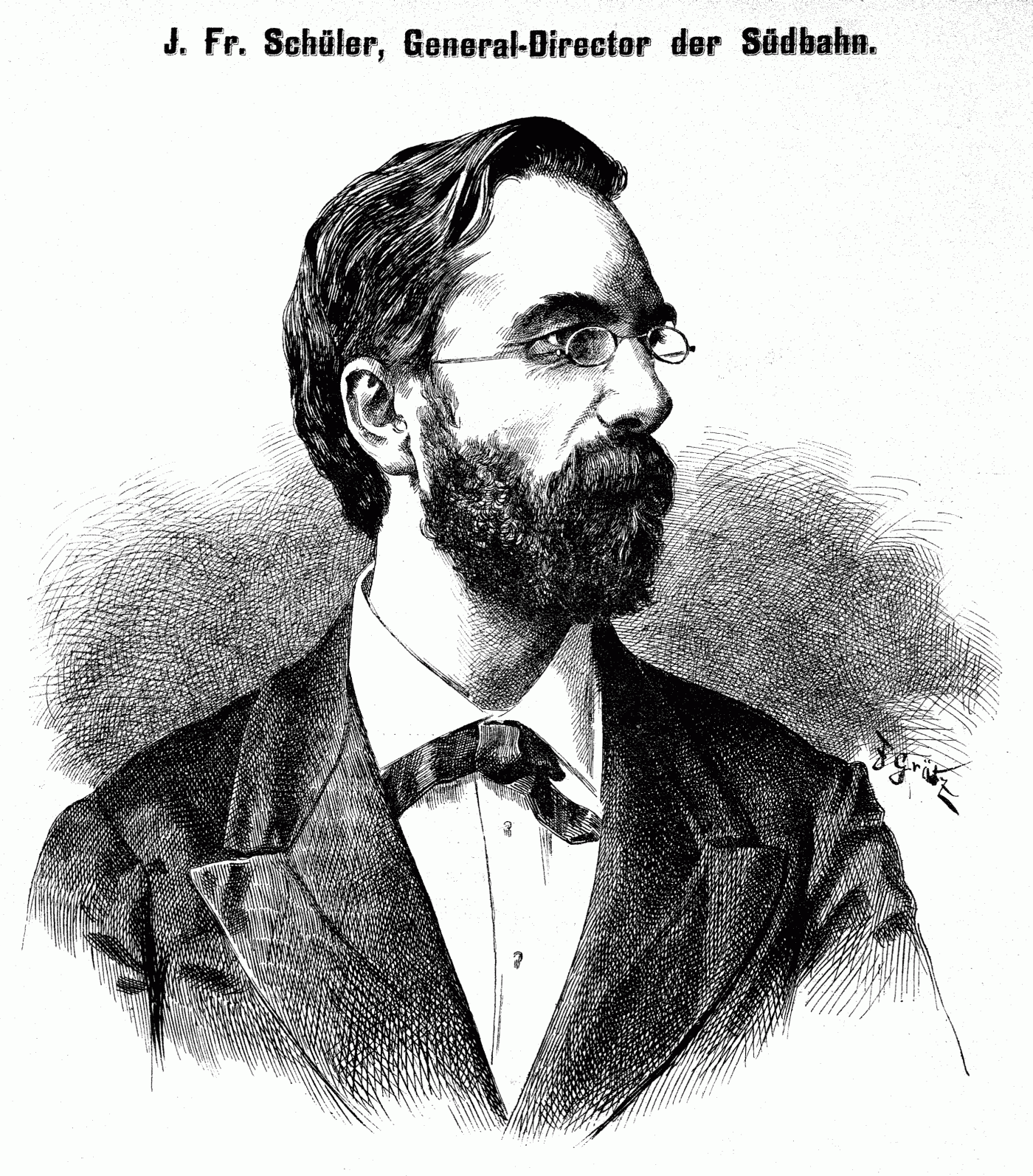
Friedrich Julius Schüler, grondlegger van de promenade
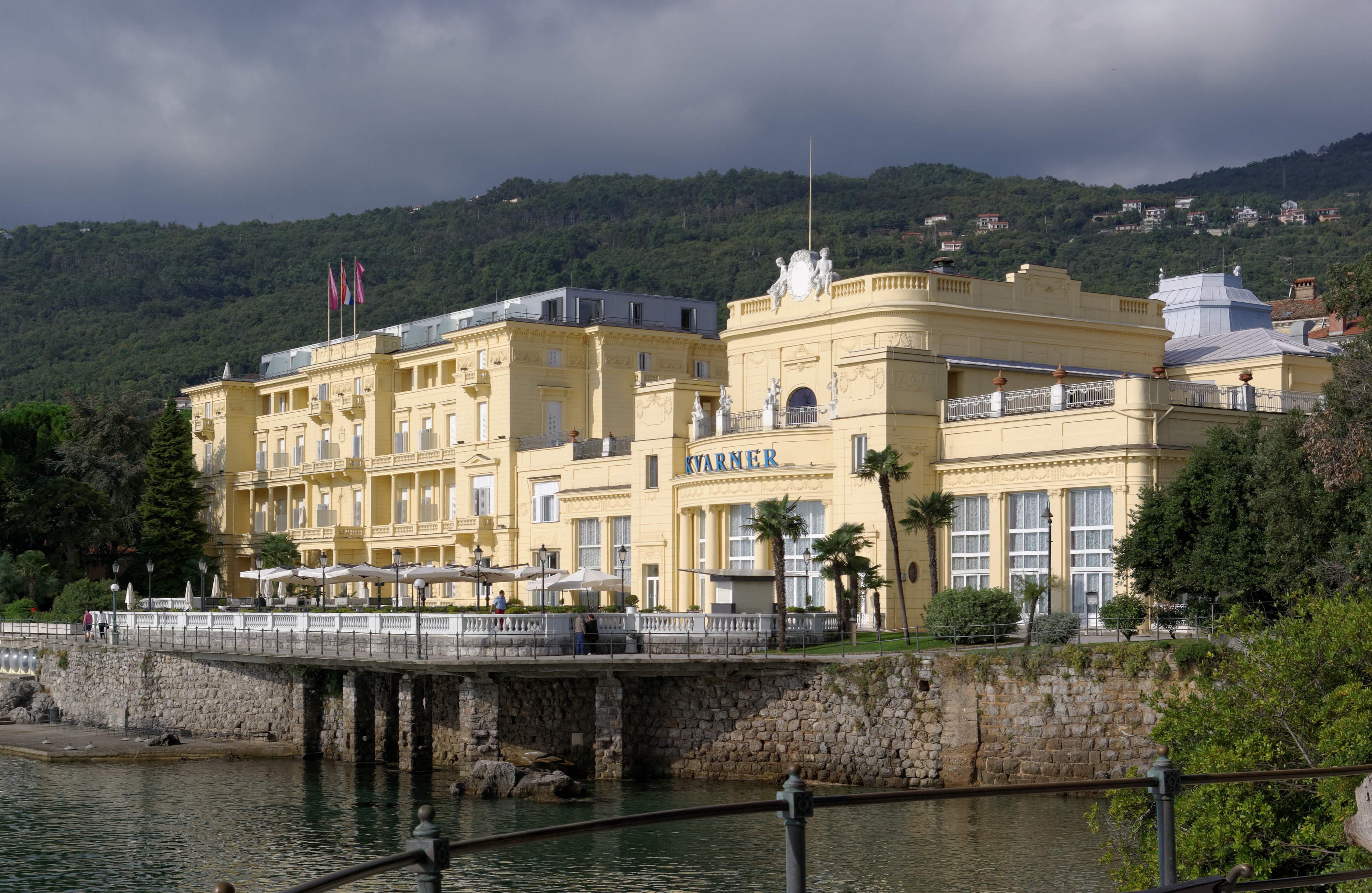
Hotel Kvarner
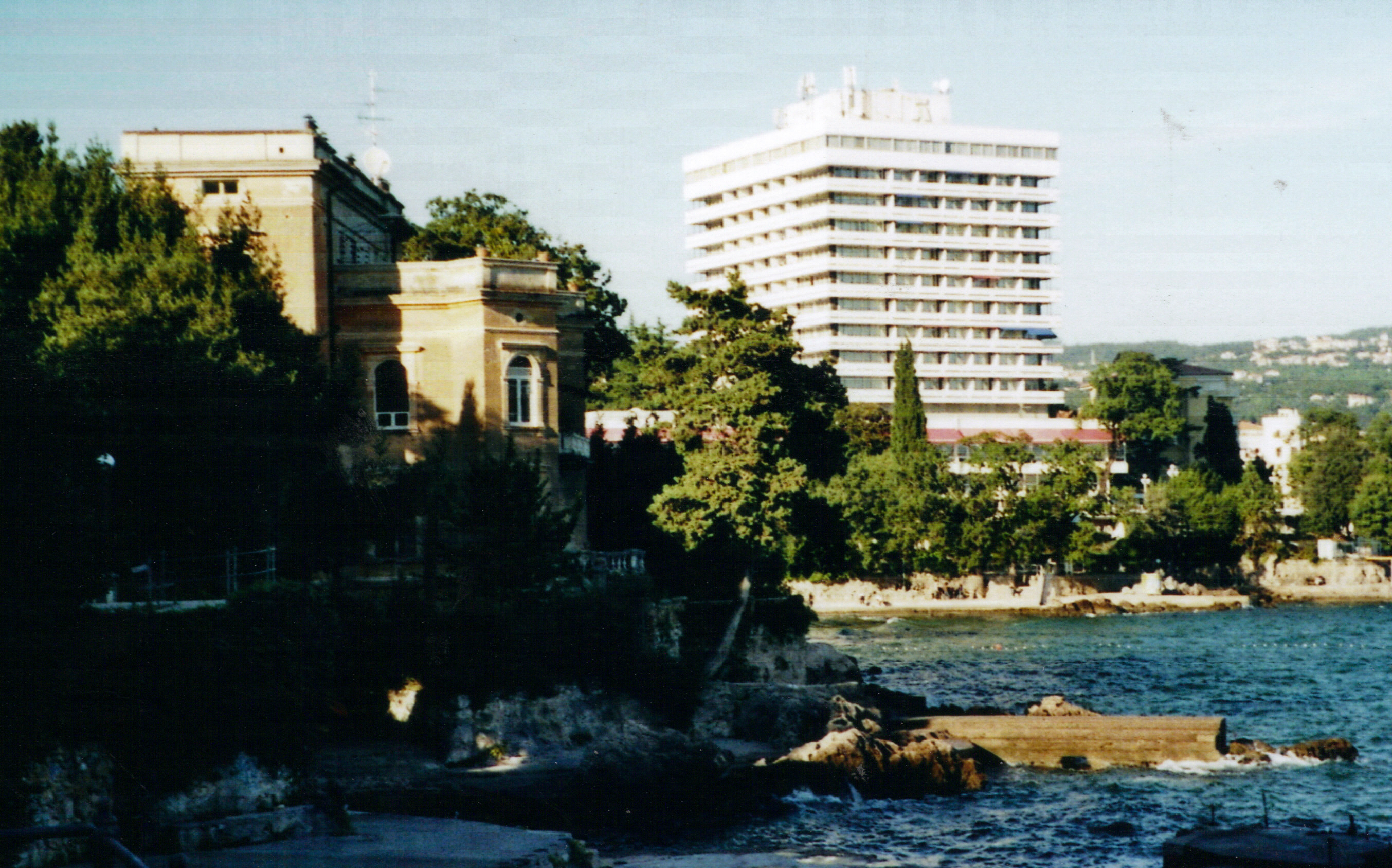
Hotel Ambassador